# Jacques Jarry
Pour les articles homonymes, voir Jarry.
Jacques Jarry, né le 17 octobre 1929 à Niort et mort le 18 janvier 2023 à Vouillé (Deux-Sèvres), est un linguiste et archéologue français.

## Biographie
Né à Niort d'une mère institutrice, il y fait aussi ses études au lycée avant de partir à Paris où il entre à l'École normale supérieure en 1949.
Ensuite, Jacques Jarry devient membre honoraire de l'Institut du Caire et mène une vie d'archéologue en France, en Égypte et au Proche-Orient. 
Linguiste et interprète, il parle couramment une quinzaine de langues (japonais, coréen, russe, allemand, italien, espagnol, anglais, arabe, latin, grec ancien et moderne, etc.)
Il vit au Liban aux environs des années 1960 où il se marie et où naît son premier enfant, une fille. Il y travaille en tant qu'attaché culturel. Il se rend vers 1965 en Égypte et participe à de nombreuses fouilles. Il est envoyé par la suite au Nigeria, puis au Japon où il s'installe définitivement et fonde une nouvelle famille.
En 1975, il rentre en France où il obtient une place d'enseignant au lycée de Melle (Deux-Sèvres). Il participe avec des élèves de ce lycée à des fouilles archéologiques régionales entre autres celles qui se sont déroulées sur le chantier de la rocade de Niort. 
Au cours des années 1980, sa vie se déroule entre son pays d'origine, la France, où il réalise des sauvetages archéologiques (autoroute A 10 tronçon Deux-Sèvres) et le Japon, où il travaille comme interprète et professeur à l'université d'Hiroshima. 
En 2009, il se retire en France à côté de Niort où il rédige un ouvrage sur les Inscriptions latines et étrangères du Poitou.
La liste de ses publications est très importante, notamment dans des revues locales, société historique et scientifique des Deux-Sèvres, bulletin de l'Association pour le Développement de l'Archéologie sur Niort et les Environs… On trouve également ses travaux dans des revues linguistiques et archéologiques de renommée internationale,,
Pour le plaisir, il revisite les interprétations des objets gravés de Glozel et apporte un éclairage linguistique nouveau. Lors d'une communication, il partage son approche du sujet lors de la fête de la science 2009, à Faye-l'Abbesse, dans les Deux-Sèvres.

## Publications
- Jarry J. (1960), Hérésies et factions à Constantinople du Ve au VIIe siècle, édition Geuthner.
- Jarry J. (1964), La Révolte dite d'Aykelâh, in Bulletin de l'Institut français d'archéologie orientale n°62.
- Jarry J. (1964), Histoire d'une sédition à Siout à la fin du IVe siècle, édition de l'Institut français d'archéologique orientale.
- Jarry J. (1965), Une semi hérésie syro-égyptienne, l'audianisme, édition de l'Institut français d'archéologique orientale.
- Jarry J. (1966), L'Egypte et l'invasion musulmane, édition de l'Institut français d'Archéologie orientale Le Caire).
- Jarry J. (1966), La Yazidiyya, n vernis d'Islam sur une hérésie gnostique, édition de l'Institut français d'Archéologie orientale.
- Jarry J. (1966), Trouvailles épigraphiques à Saint-Syméon, in Syria, n° 43.
- Jarry J. (1966), Une prétendue invasion perse en Egypte sous Anastase, in Bulletin de l'Institut français d'archéologie orientale n°64.
- Jarry J. (1966), Les factions de l’hippodrome à Jérusalem, in Annales islamologiques, n°8.
- Jarry J. (1968), Hérésies et factions dans l'empire byzantin du IVe au VIIe siècle, édition de l'Institut français d'archéologie orientale (Le Caire).
- Jarry J. (1968), Le Manichéisme en Égypte byzantine, édition de l'Institut français d'archéologie orientale (Le Caire).
- Jarry J. (1972), Un voyage de reconnaissance au Waldebba, in Annales d'Ethiopie, tome 9.
- Jarry J. (1972),  Inscriptions syriaques et arabes inédites du Ṭūr ʿAbdīn, in Annales islamologiques, n°10.
- Jarry J. (1974), Cosmas, fils de Samuel, et les dernières décades de l’Égypte byzantine, in Bulletin de l'Institut français d'archéologie orientale n°74.
- Jarry J. (1978), Réflexions sur le disque de Phaistos, in Bulletin de l'Association Guillaume Budé, n°2, juin 1978.
- Jarry J. (1991), L'iconoclasme, édition Daigaku Bungakubu (Hiroshima).
- Jarry J. (2007), Corpus des inscriptions latines et étrangères du Poitou,  édition Adane.
- Jarry J. (2013), Hannya Shinghyo - The most famous of the sutras in Japan, édition Adane, 154 pages  (ISBN 978 2-953-9407-8-7),